# Xã Sheridan, Quận Redwood, Minnesota
Xã Sheridan (tiếng Anh: Sheridan Township) là một xã thuộc quận Redwood, tiểu bang Minnesota, Hoa Kỳ. Năm 2010, dân số của xã này là 197 người.